# Cartago (Valle del Cauca)
Cartago es un municipio colombiano ubicado al norte del departamento del Valle del Cauca, que está localizado a orillas del río La Vieja y por el costado occidental de su territorio transcurre el río Cauca. Es conocido como La Villa de Robledo y también como La ciudad del Sol más alegre de Colombia. Fue fundado inicialmente en 1540 en el lugar donde hoy se encuentra la ciudad de Pereira, eran tierras ocupadas por el cacique Consota, a orillas del río Otún. La ciudad fue poblada por españoles, dirigidos por el entonces Teniente y Capitán General Jorge Robledo.
Cartago alberga las entidades estatales que prestan servicio a los municipios del Norte del Valle del Cauca. Cartago se encuentra aproximadamente a 187 km de Cali, la capital del departamento. Es una de las poblaciones más antiguas del Departamento del Valle del Cauca, de Colombia y de América del Sur (Historia de Sudamérica/Las ciudades más antiguas).

Se destacan como referentes arquitectónicos y turísticos la Casa del Virrey, el Conservatorio de Música Pedro Morales Pino (ubicado dentro de la Casa del Virrey), algunos templos religiosos como el Santuario de Guadalupe, el Parque La Isleta y el Aeropuerto de Santa Ana. 

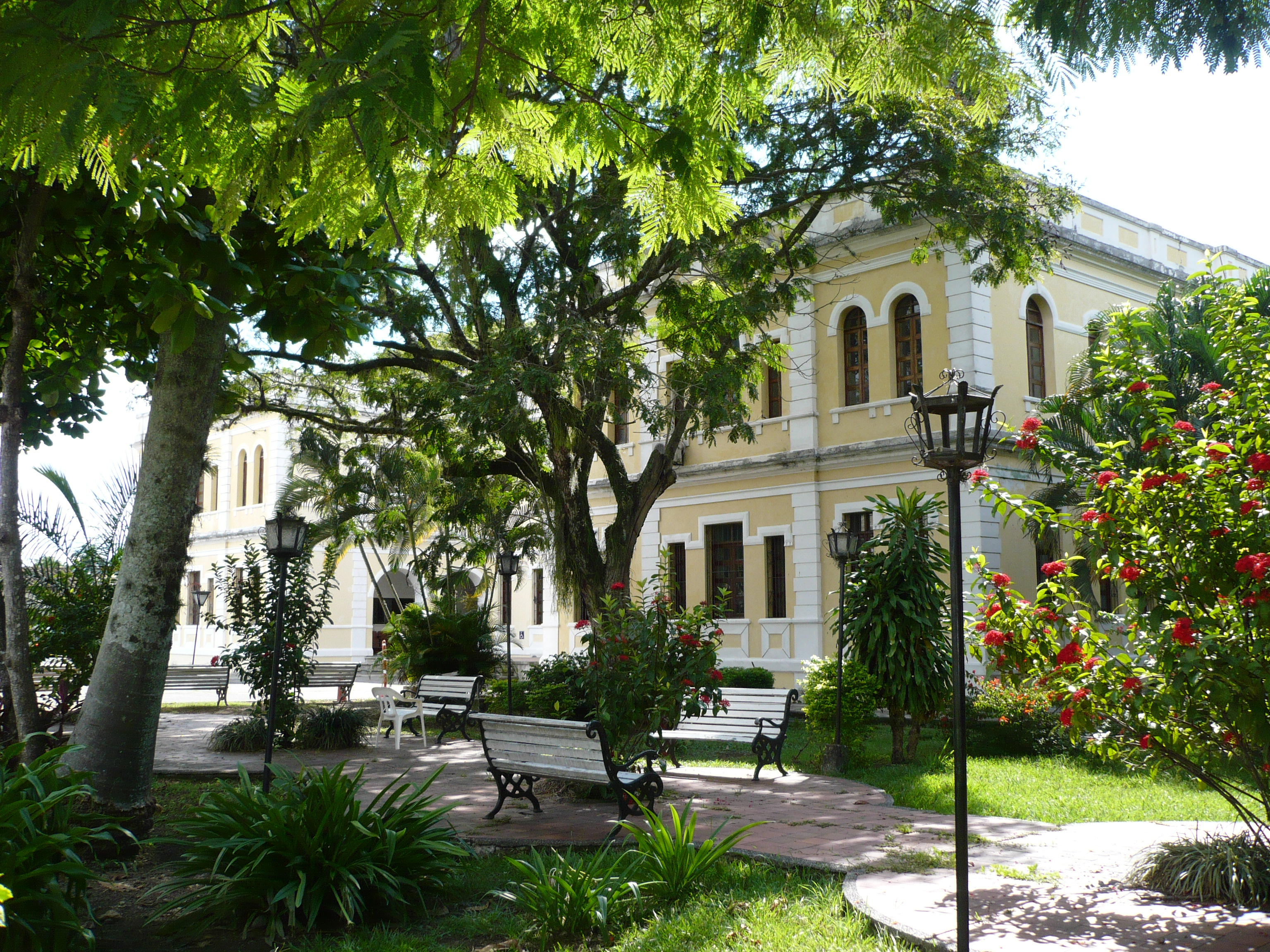
Alcaldía municipal de Cartago.

## Historia

### Fundación
La fundación de Cartago se enmarca dentro del proceso de expansión de conquista española llevada a cabo en el sur occidente colombiano.
La población fue fundada el 9 de agosto de 1540 con el nombre de Ciudad de Cartago por el mariscal Jorge Robledo, quien venía desde Cali con órdenes precisas de afianzar el control territorial en territorio de la Provincia Quimbaya. Fue fundada en nombre del marqués don Francisco Pizarro a orillas del río Otún, en un sitio que hoy ocupa la ciudad de Pereira.
El 21 de abril de 1691 la ciudad fue trasladada a su actual ubicación respondiendo a la necesidad manifiesta de los vecinos de Cartago, que desde décadas anteriores iniciaron la expansión de la producción agrícola a las sabanas en la margen izquierda del río de la Vieja. En la tradición se referencian a dos familias, los Bueno de Sancho y los Yuste, como antiguos poseedores de la tierra a la que sería trasladada Cartago y ambas familias estuvieron vinculadas a la guerra contra los Pijaos cumpliendo órdenes del presidente Juan de Borja.
El traslado fue liderado por  Manuel de Castro y Mendoza, cura y vicario, quien encabeza el listado de los vecinos que se trasladan. El listado contiene el nombre de los 106 vecinos de Cartago y el respectivo valor que les correspondía pagar a los pobladores por el terreno para el nuevo asentamiento.  Los restos mortales de Manuel de Castro y Mendoza reposan, según su última voluntad, en el convento de San Francisco, hoy Corporación de Estudios Tecnológicos del Norte del Valle.
Al municipio le fue dado el privilegio de tener casa de fundición, por lo que tasaba y fundía el oro de las ciudades vecinas de Anserma (Ansermanuevo), Arma y Toro. Era paso obligado de la ruta entre Cartagena con destino a Popayán y Quito. Sirvió de punto de avanzada para nuevas expediciones militares en la conquista del Chocó y organizó arremetidas defensivas contra los continuos ataques de los indios Pijaos, grupo que durante más de 100 años se opuso a la dominación española.

### Traslación
La región de Cartago estaba rodeada por vecinos hostiles, como lo eran los Chocoes y los Pijaos, quienes permanecían asediados desde principios del Siglo XVII y se afianzaron en el territorio de la ciudad asolándola continuamente. Hecho que también contribuyó a su decadencia pues los pobladores comenzaron a trasladarse a las tierras llanas donde tenían ganado, agricultura y fácil comunicación con Cali a través del Río Cauca. 150 años duró la ciudad enclavada en su territorio original, hasta que en 1691 fue trasladada al sitio que hoy ocupa y conocido como las Sabanas. El traslado final es representado de alegoría histórica con una procesión y en ella venían las imágenes de Nuestra Señora de la Pobreza (aparecida) y de Nuestra Señora de la Paz (que el Rey Felipe III, donó a la ciudad).

### Protocolización
Luego de permanecer aproximadamente 150 años en el sitio original de su fundación, la población de Cartago encontró razones suficientes para solicitar la autorización de traslado a las sabanas, entre las que sobresalen el descenso de la población indígena, la disminución en la captación de oro, la habilitación del camino de Guanacas en el Huila, que acortaba la distancia entre Popayán y Santa Fe; la búsqueda y adaptación económica de nuevas tierras para la ganadería entre los ríos Cauca y La Vieja, sitio que desde entonces ocupa. La protocolización del traslado se llevó a cabo el 21 de abril de 1691.
En este nuevo sitio y a lo largo del siglo XVIII, Cartago vuelve a renacer. Se intensifican las estancias ganaderas, se convierte en centro de abastecimientos de minas y esclavos hacia el Chocó, es el lugar intermedio entre Cartagena y Quito, privilegio que le ayuda a reactivar el comercio.
Cartago desde el momento inicial del período de la independencia en 1810, formó parte activa de las Ciudades Confederadas del Valle del Cauca, primer proyecto político de autonomía regional, posteriormente  durante las guerras civiles del siglo XIX, es utilizada como asiento militar permanente. Algunas casonas son adaptadas como cuarteles, las contribuciones obligatorias para sostener las guerras y los continuos saqueos a los que se vio sometida, contribuyeron a generar su estancamiento.
Se adelantan empresas en el siglo XX, como el "Ferrocarril del Pacífico" que llega a la ciudad, el Acueducto y otras obras. Pero, la apertura de nuevas vías carreteables y el abandono del ferrocarril; dejan a Cartago como se encuentra en la actualidad, situada entre dos grandes regiones que desarrollaron economías de exportación por el norte, el eje cafetero con el café, y por el centro y sur del Valle del Cauca con la caña de azúcar.

### Recuento histórico
Originalmente, Cartago perteneció al Gobierno de Popayán desde 1540 hasta 1564 (en 1550 el Gobierno de Popayán pasa a pertenecer al Nuevo Reino de Granada creado en ese mismo año) y posteriormente desde 1564 hasta 1717 a la Presidencia de Quito, perteneciente al Virreinato del Perú. Desde los años 1717 a 1723, 1739 a 1810 y 1816 a 1819, Cartago perteneció a la Provincia de Popayán del Virreinato de Nueva Granada, Virreinato creado en el año 1717; durante el periodo comprendido entre 1723 y 1739, la ciudad perteneció a la misma Provincia de Popayán, adscrita al Virreinato del Perú. Nueva Granada es el nombre con el que la monarquía española identificó provincias que hoy forman parte del territorio colombiano, inicialmente denomina como Nuevo Reino de Granada dependiente del Virreinato de Perú, y posteriormente correspondiente al Virreinato de Nueva Granada.
Durante la Primera República, Provincias Unidas de la Nueva Granada de 1811 a 1816, Cartago formó parte de las Ciudades Confederadas del Valle del Cauca. De 1819 a 1831, durante el periodo de la Gran Colombia, formó parte del Departamento del Cauca (Gran Colombia) y a su vez de la subdivisión administrativa Provincia de Popayán con capital: Popayán y con los Cantones: Popayán, Almaguer, Caloto, Cali, Roldanillo, Buga, Palmira, Cartago, Tuluá, Toro y Supía. Durante la República de la Nueva Granada de 1831 a 1858, en términos generales formó parte de la Provincia del Cauca (Organización territorial de la República de la Nueva Granada). Cartago perteneció desde 1858 a 1886 al Estado Federal del Cauca  dentro de la organización territorial de la Confederación Granadina de 1858 a 1863 y de los Estados Unidos de Colombia de 1863 a 1886. En 1886 Cartago, con la creación de la República de Colombia continúa hasta el año de 1908 perteneciendo al Cauca, pero este cambia su denominación a Departamento de Cauca. Durante la presidencia de Rafael Reyes y su política legislativa “Sobre división territorial” En el año 1908, se crea el Departamento de Cartago, con capital Cartago, Ley 1 de 1908 (5 de agosto). Por el Decreto número 916 de 1908 (31 de agosto) se suprime el Departamento de Cartago y la ciudad de Cartago pasa a formar parte del Departamento de Buga. Posteriormente se expide la Ley 65 del 14 de diciembre de 1909, que establecía que desde el 1.º de abril de 1910, se restablecía la división territorial que existía el 1 de enero de 1905; en virtud de esta ley, Cartago volvía a pertenecer al Departamento del Cauca.
Por el decreto n.º 340 de 16 de abril de 1910, se creó el Departamento del Valle del Cauca, conformado por el Departamento de Cali y el Departamento de Buga que existieron hasta el 1.º de abril de 1910,  para formar uno solo, y en el mismo decreto se eligió como capital a la ciudad de Cali; la ciudad de Cartago, forma parte de este departamento desde esa fecha.

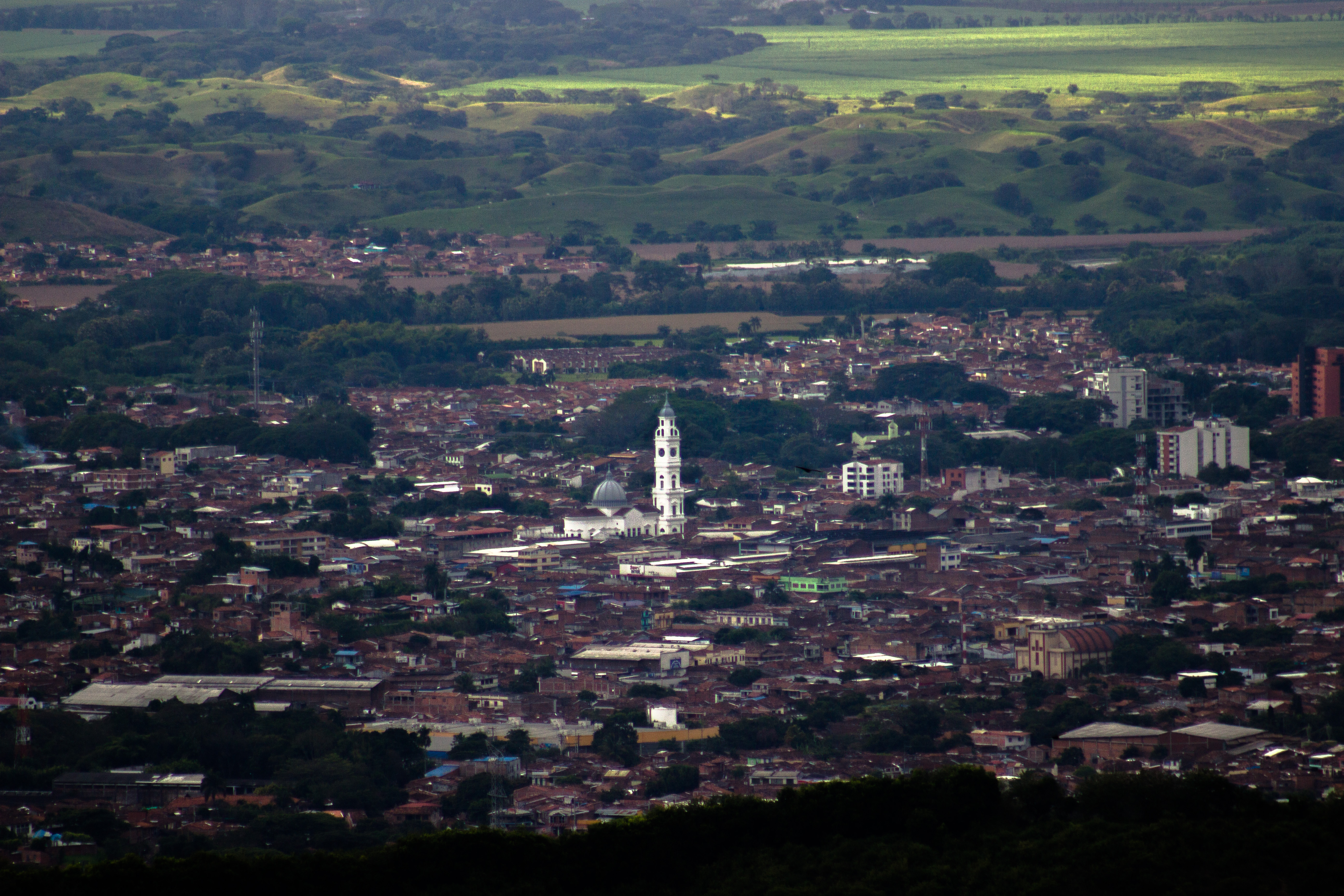
Panorámica de Cartago

## División Político-Administrativa

### Comunas
La cabecera municipal se encuentra dividido en 7 comunas (en la que se encuentra ciertos barrios):
- Comuna 1: conformado por los barrios Ortez, Brisas del Río, La Playa, La Platanera, El Paraíso, Los Alpes, Horizonte, La Milagrosa, San Francisco, La Arenera, San Vicente, Collarejo, Bolívar, San Fernando, La Esperanza, El Libertador, Chavarriaga, Wilkin, Camellón del Quindío, Bellavista, Bellavista, Veracruz, El Polo, Fabio Salazar, San José, Los Conquistadores, Villa Hermosa, Alameda, Villa Esperanza.
- Comuna 2: conformado por los barrios Suizo, Las Colinas, El Guadual  Melquisedec Quintero  La Floresta  Obrero Dptal  Berlin  La Cristina  Divino Niño  Los Sauces  Los Pinos  La Viña  Pampa Linda  Los Naranjos  Carlos Holmes Trujillo  Santa Barbara  San Jeronimo  La Plazuela  Ipanema  Villa Martha  Los Cristales  El Retiro  San Juan De La Cruz  El Rosario  La Pradera  San Marcos  Los Caminos  Camilo Torres  Las Veraneras  Pueblito Paisa  Balcones De Las Colinas  La Guaca  Villa Luciana  Campestre Los Potrillos  Ciudad Jardin.
- Comuna 3: conformado por los barrios El Jardin  Los Chorros  La Fresneda I Etapa  Villa Del Sol  Santa Rosa De Lima  El Cipres  San Agustin  Santa Elena  El Roble  Robertulio Lora  Caracoli  La Inmaculada  El Poblado  Bosque Los Lagos  Los Lagos  Los Laguitos  Torrelavega  Nuestra Señora De La Pobreza  Rincón de La Loma  Verona  Ciudadela Comfandi  Bulevar De Las Palmas  Koralyn  Portal De Torre La Vega.
- Comuna 4: conformado por los barrios Villas Del Saman  Villa Marcela  Los Samanes  El Saman  Juan Xxiii  Ciudad Jardin  Botero Obirne  Republica De Francia  Flor De Damas  La Trinidad  Empresas Municipales  Villa Del Mar  Antonio Nariño  Buenos Aires  La Libertad  La Cascada  La Castellana  Villa Monica  El Palatino  El Porvenir  San Nicolas  Jorge Eliecer Gaitan  Quintas De Navarra  Cooperativo  Ciudadela Paz  Los Corales  Reservas Del Saman  Los Rosales  Terrazas De La Catorce  Altos De La 16  Cantabria  Torre Octava  Emaus  El Diamante.
- Comuna 5: conformado por los barrios Guadalupe, La Isleta, El Centro, El Carmen, El Prado.
- Comuna 6: conformado por los barrios
- Comuna 7: conformado por los barrios

### Corregimientos
Cartago tiene constituidos los siguientes corregimientos:
- Corregimiento 5 - Coloradas
- Corregimiento 6 - Modín

Centros poblados
Los demás centros poblados no hace parte de ningún otro corregimiento o no se ha definido a cual de los dos actuales pertenecen:
- Guanábano
- Guayabito
- Piedra de Moler
- Zanjón Cauca
- Zaragoza

## Geografía
El municipio se encuentra en el norte del departamento del Valle del Cauca, siendo la puerta de entrada a este por esta zona, y además se encuentra ubicado en la Cordillera Central perteneciente a la Región Andina de Colombia, en una planicie a una altitud de unos 917 m s. n. m. Por el municipio pasan, por un costado el río Cauca y paralelo a la ciudad el río La Vieja, que además, este último sirve de frontera natural con el departamento de Risaralda y es el río tutelar del cual se abastece la zona urbana. El territorio es plano y ligeramente ondulado. Tiene un área total de 279 km². También Cartago limita con el departamento del Quindío.

### Clima
La ciudad posee un clima cálido con una temperatura media de 25 grados centígrados, lo que la hace atractiva a los turistas que desean disfrutar de centros vacacionales y balnearios, además de contribuir provechosamente a la agricultura del sector.

### Límites municipales
| Noroeste: Ansermanuevo | Norte: Pereira (Risaralda ) | Nordeste: Pereira (Risaralda ) |
| Oeste: Ansermanuevo    |                             | Este: Ulloa Alcalá             |
| Suroeste: Toro         | Sur: Obando                 | Sureste: Quimbaya) (Quindío)   |

## Urbanismo

### Trazado urbano y nomenclatura
La disposición de las vías en Cartago utiliza el sistema de coordenadas cartesianas. El trazado urbano se fundamenta en el punto focal del parque de Bolívar, típico de los asentamientos españoles; pero el diseño se vuelve gradualmente más moderno en los barrios periféricos. Sus principales vías son, la carrera 2, la carrera 4 (conocida antiguamente como calle Real), la carrera 5, la calle 10, la calle 14 y la Avenida del Río.
Actualmente, los tipos de vías en la ciudad son clasificadas como:
Calle: Son paralelas a la vía Panamericana y perpendiculares al río La Vieja, con su número incrementándose gradualmente hacia el oeste desde la calle 1 o hacia el este desde la misma calle 1 pero con el sufijo “Este”. En esta ciudad, la vía Panamericana, corresponde a la Ruta Nacional 25 (Colombia) o La Variante como es conocida popularmente, por los cartagüeños.
Carrera: Son paralelas al río La Vieja, con la numeración aumentando a medida que se desplazan hacia el sur de la Avenida del Río, o con el sufijo Norte para las que están más al norte de la Avenida del Río.
Otra clase de caminos, más comunes en las partes modernas de la ciudad, son las "Diagonales" o "Transversales", que están trazadas oblicuamente respecto a las calles y las carreras.

### Estratificación
Cada zona de la ciudad está clasificada dependiendo del nivel de ingresos de sus residentes, el entorno urbano de la zona y el contexto urbanístico. Esto con el fin de identificar zonas de acción y distribuir el costo de los servicios públicos; en donde los estratos más altos subvencionan a los más bajos y estos a la vez pueden acceder a beneficios educativos o de salud dada la estratificación. Es así como la ciudad se subdivide en seis estratos socioeconómicos, siendo el 1 el más bajo y el 6 el más alto. Esto le ha permitido a la ciudad identificar rápidamente sectores vulnerables.

## Economía
Las actividades económicas de Cartago son principalmente la agricultura, la ganadería, el comercio y la pequeña industria en la que se destacan los bordados. Su arquitectura colonial representada en los templos religiosos y sus balnearios la hacen atractiva a los turistas. Las actividades económicas relacionadas con el bordado son muy reconocidas, por esta razón es que se da a conocer a la ciudad, como la «Capital mundial del bordado».

## Transporte

### Transporte terrestre
En Cartago se cuenta con transporte público colectivo (tradicional) dividido en diferentes rutas que cubren todas las comunas de la ciudad y concentrada en cuatro empresas: Trans. Argelia-El Cairo, Trans. Mariscal Robledo, Trans. La Vieja y Trans. Villa Rodas. En transporte privado, el automóvil y la motocicleta juegan un papel muy importante. Además se cuenta con buena cobertura de taxis que circulan por la ciudad con una tarifa mínima establecida.
Para el transporte intermunicipal se cuenta con dos sectores dedicados al transporte, también llamados 'Terminales Satélites': Los Almendros con empresas como Coovictoria, Nueva Trans. Novita y Nuevo Trans. Chocó y La Estación con empresas como Expreso Alcalá, Coodetrans Palmira, Tax Central y Villa Rodas S.A. También, en la variante de la Ruta 25 que lleva hacia la ciudad de Armenia, existen oficinas y zonas de abordaje y descenso de las empresas Expreso Palmira, Expreso Trejos, Cooperativa de Occidente y Empresa Arauca. 
Se pretende en un futuro construir una terminal de transporte terrestre que además funcionará como un gran centro comercial en la vía que comunica el casco urbano con el corregimiento de Zaragoza, y que centralice el transporte de la ciudad.

### Transporte aéreo
El Aeropuerto Santa Ana está ubicado al oeste de la ciudad, en la localidad de Santa Ana, de donde recibe su nombre. Es uno de los aeropuertos con mejor clima y pista de aterrizaje del país. Hasta el 11 de enero de 2008, el aeropuerto de Cartago había cerrado sus operaciones aéreas comerciales de pasajeros, pues siempre habían operado en él aerolíneas de carga y escuelas de aviación, pero actualmente (2024), la Aerolínea Moon flights reanudó servicios con aviones tipo  Jetstream 32 con capacidad para 19 pasajeros con destino a la ciudad de Bahía Solano y Medellín.
En febrero de 2012 hubo un pronunciamiento por parte de algunas aerolíneas que operan en los tres aeropuertos del Eje Cafetero, es decir en los de Manizales, Pereira y Armenia, en interesarse por el Aeropuerto de Santa Ana en Cartago, porque presentaba unas condiciones climáticas ideales y tiene un tamaño de pista acorde para recibir aviones de tamaño medio, que en los otros aeropuertos no pueden operar; se espera una respuesta de la Aeronáutica Civil y la decisión definitiva de dichas aerolíneas. La Aeronáutica Civil, a finales del año 2012, entregó el Plan Maestro del Aeropuerto Internacional Santa Ana S.A. de Cartago, y además se espera la llegada de la Ambulancia para sanidad aeroportuaria, otra máquina extintora de incendios, las bandas transportadoras de equipaje para poder así atender la demanda de las empresas aéreas que operan en la región.
En la actualidad, el Aeropuerto Santa Ana cuenta con una operación aérea activa con la empresa Aerolínea Moon flights, la cual comercializa vuelos regulares, conectando a Cartago con las ciudades de Medellín, Bahía Solano y Nuquí, en aeronaves tipo Jetstream 32 con capacidad para 19 pasajeros.

## Salud
En el ámbito de salud, la ciudad posee uno de los hospitales más importantes de la región, el Hospital Departamental de Cartago, que cuenta con Unidad de Cuidados Intensivos y Unidad Renal. También cuenta con las clínicas Comfandi y Nueva de Cartago SAS que prestan sus servicios en la ciudad, la sede de la IPS del Municipio de Cartago, la I.P.S. Unidad Vascular Cardiológica y Neurológica (AngioHealth) que cuenta con sala de hemodinamia, una sede de la Liga Colombiana contra el Cáncer (Unicáncer), la Cruz Roja Colombiana Unidad Municipal de Cartago, y además varios centros asistenciales y hospitalarios de menor tamaño.

## Religión
La Diócesis de Cartago hace parte de la provincia eclesiástica de Cali. Está conformada por las parroquias existentes en dieciséis municipios vallecaucanos, que son: Alcalá, Ansermanuevo, Argelia, Bolívar, El Águila, El Cairo, El Dovio, La Unión, La Victoria, Obando, Roldanillo, Toro, Ulloa, Versalles y Zarzal y tiene su sede en la ciudad de Cartago.

## Turismo

### Turismo religioso

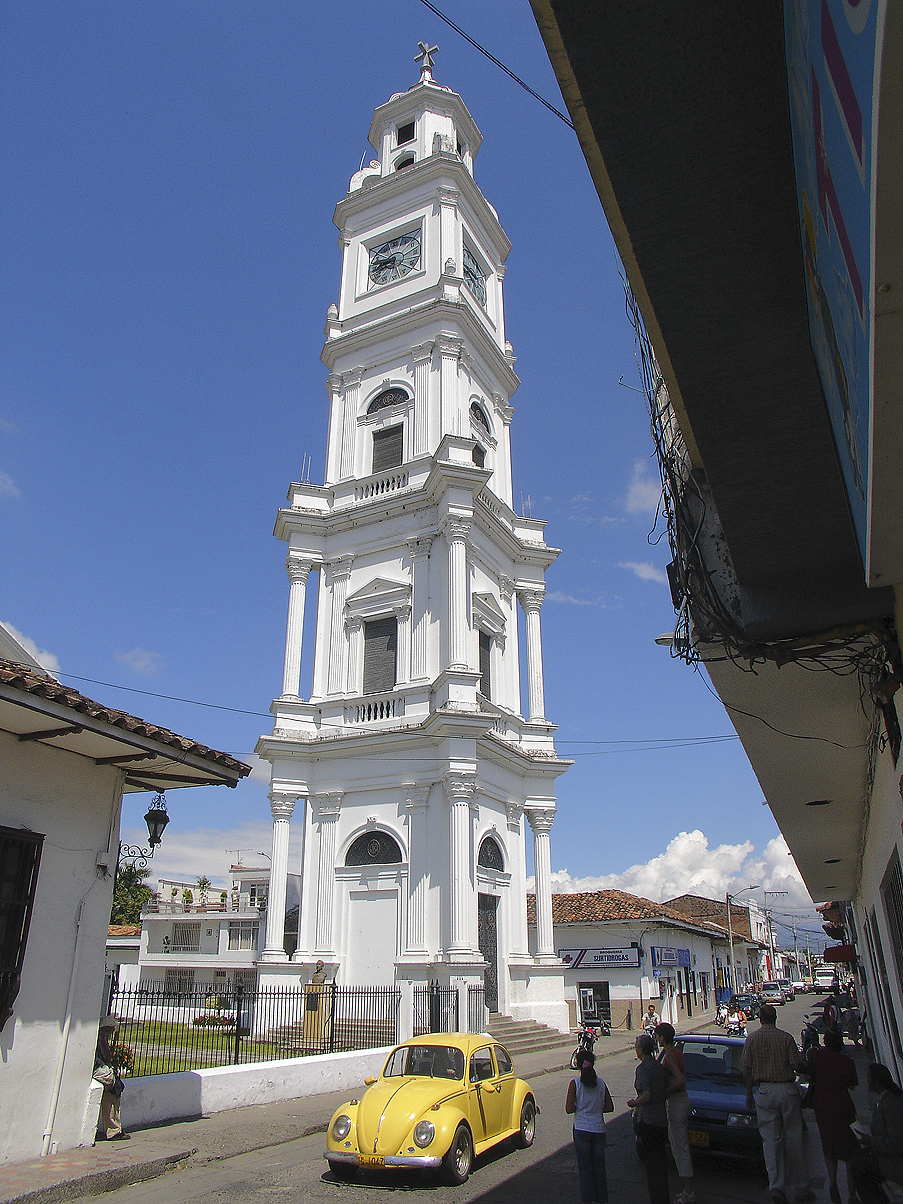
Torre de la Catedral de Cartago.

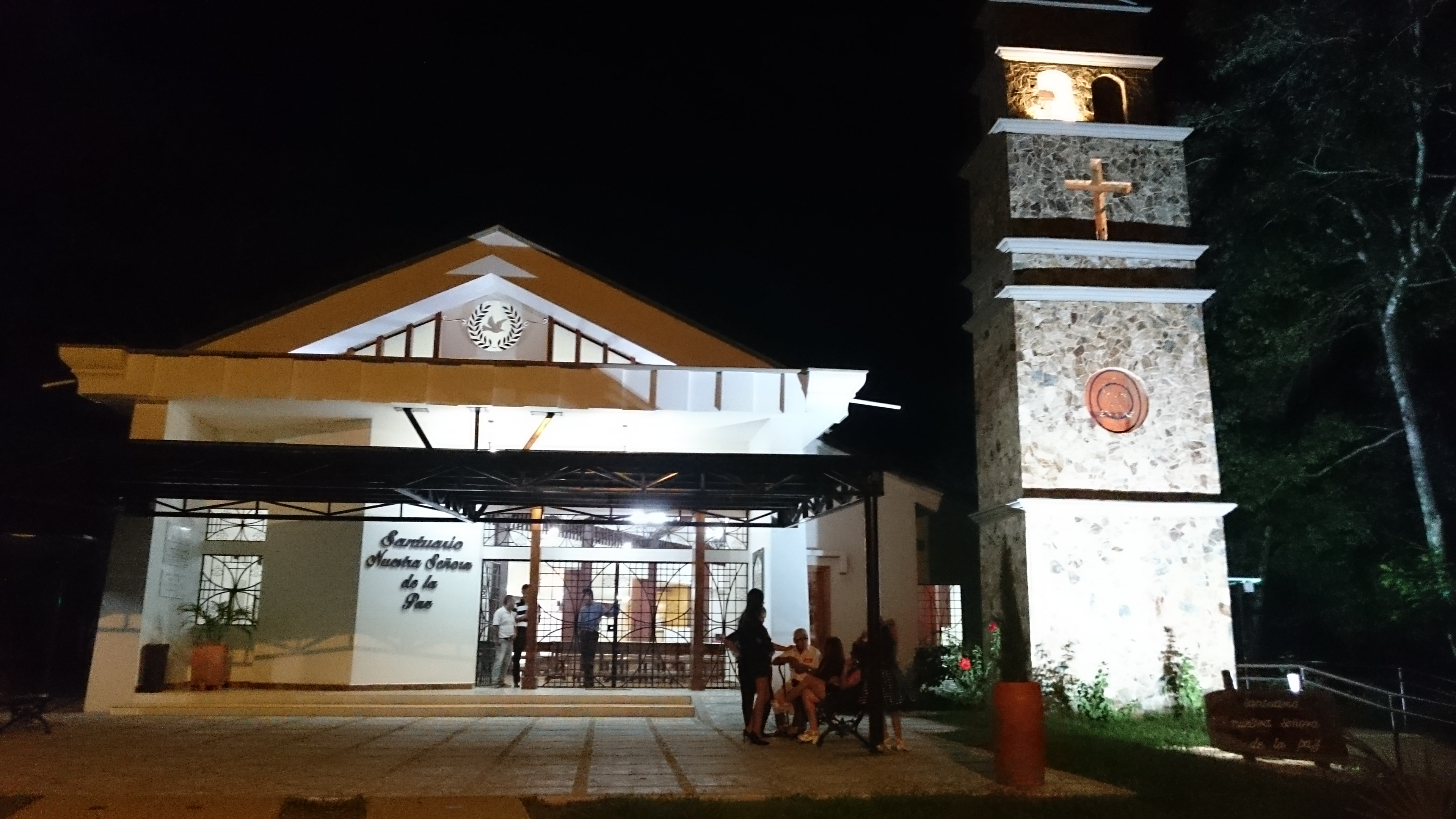
Santuario Nuestra Señora de la Paz, Seminario Mayor Nuestra Señora de la Anunciación.

Es importante, debido a su antiquísima religiosidad, a sus fiestas religiosas y sobre todo a su Semana Santa que es concurrida.
La Virgen de la Pobreza es una de las advocaciones de la Virgen María en el catolicismo y es considerada por los fieles como la patrona de la ciudad. Cuenta la historia que en 1608 una mujer pobre llamada María Ramos que habitaba la antigua población de Cartago viejo (actual Pereira), encontró un lienzo mientras lavaba ropa del convento franciscano y lo llevó al Padre guardián Fray Fernando Macías Escobar. Al extenderlo en un bastidor, comenzó a aparecer una imagen de la Virgen María que poco a poco se fue haciendo más clara. Los habitantes de Cartago viejo, veneraron esta imagen durante muchos años. Hacia 1691, la imagen encabezó el traslado de la ciudad al territorio que ocupa actualmente, y la imagen fue depositada en la Iglesia de Nuestra Señora de la Pobreza, más conocido por los habitantes de la ciudad de Cartago como Templo de San Francisco, en donde se encuentra en la actualidad, y la imagen, algunos años más tarde fue restaurada.
Además, se pueden visitar la Iglesia de Santa Ana, la Iglesia de San Jerónimo, la mencionada anteriormente Iglesia de Nuestra Señora de la Pobreza -Templo de San Francisco-, la Iglesia de San Jorge, y la Iglesia de Guadalupe, considerada monumento nacional; todas ellas, con más de 200 años de antigüedad e historia.
- La iglesia de Santa Ana construida entre finales del Siglo XVII y principios del siglo XVIII, como capilla doctrinera, es de construcción sencilla, en su interior se conserva intacto el estilo y la tradición de la época en la cual fue construida.
- El Templo de San Francisco fue terminado de construir en el año 1786 por la Comunidad Franciscana, en él se rinde culto a Nuestra Señora de la Pobreza.
- La Iglesia de San Jorge, conocida anteriormente como la "Iglesia Matriz"; su construcción actual es del año 1808; alberga la estatua de San Jorge, Patrono de la ciudad, en virtud de ser el Santo Patrono del nombre del fundador, Mariscal Jorge Robledo. A la ciudad se le denominó con el nombre de San Jorge de Cartago hacia finales del siglo XVII, pero solo aparece refenciada así, en algunos documentos de carácter oficial y después de su traslado.
- La Iglesia de Guadalupe fue construida en el año de 1808 y dada al servicio religioso en 1810; de estilo colonial hispano, albergó en su interior una imagen de la Virgen de Nuestra Señora de Guadalupe, traída desde México. la cual, fue consumida por las llamas en el incendio de 1960. En la actualidad, se encuentra una nueva imagen pintada por el artista Humberto Moriones.
- La iglesia de Nuestra Señora de los Dolores, ubicada en el barrio San Jerónimo, construida en 1834, tiene las características de lo que era una capilla doctrinera del siglo XVII.

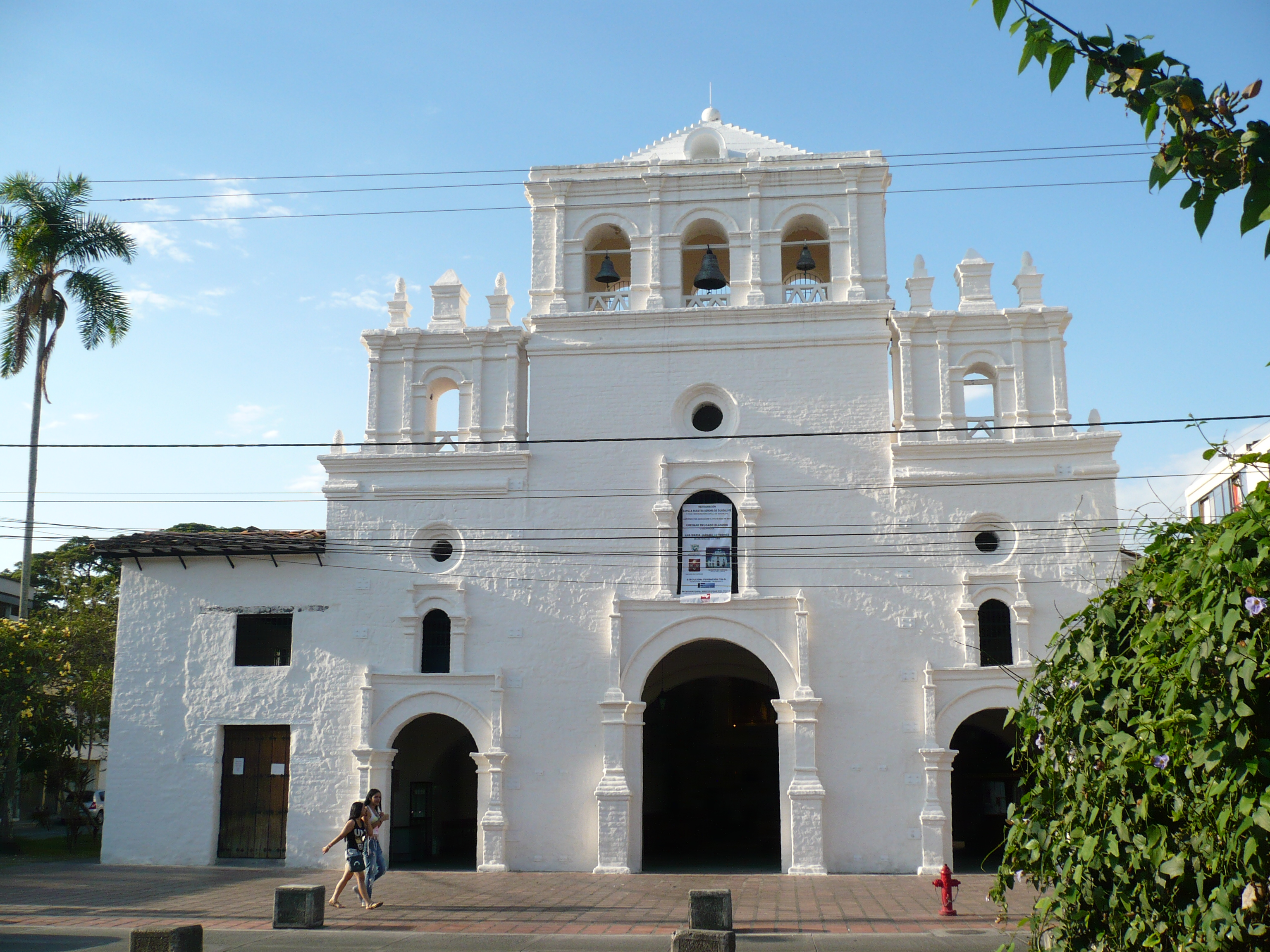
Iglesia de Nuestra Señora de Guadalupe.

- La iglesia que más sobresale en la ciudad, es la Catedral Nuestra Señora del Carmen, construida en el año de 1944; su principal característica, es en su torre, la cual se encuentra separada veinte metros de las naves de la iglesia, semejante a la Basílica de Nuestra Señora del Rosario de Pompeya. El estilo neoclásico le da similitud con la Basílica de San Pedro de Roma.
- Seminario Mayor Nuestra Señora de la Anunciación,[13] que alberga el Santuario Nuestra Señora de la Paz (terminada su restauración en 2016),[14]  en cuyo interior reposa la imagen tallada en Sevilla, España, que fue donada por el Rey Felipe III en el año 1602 a esta ciudad y que es patrimonio religioso de la región.

### Centro histórico

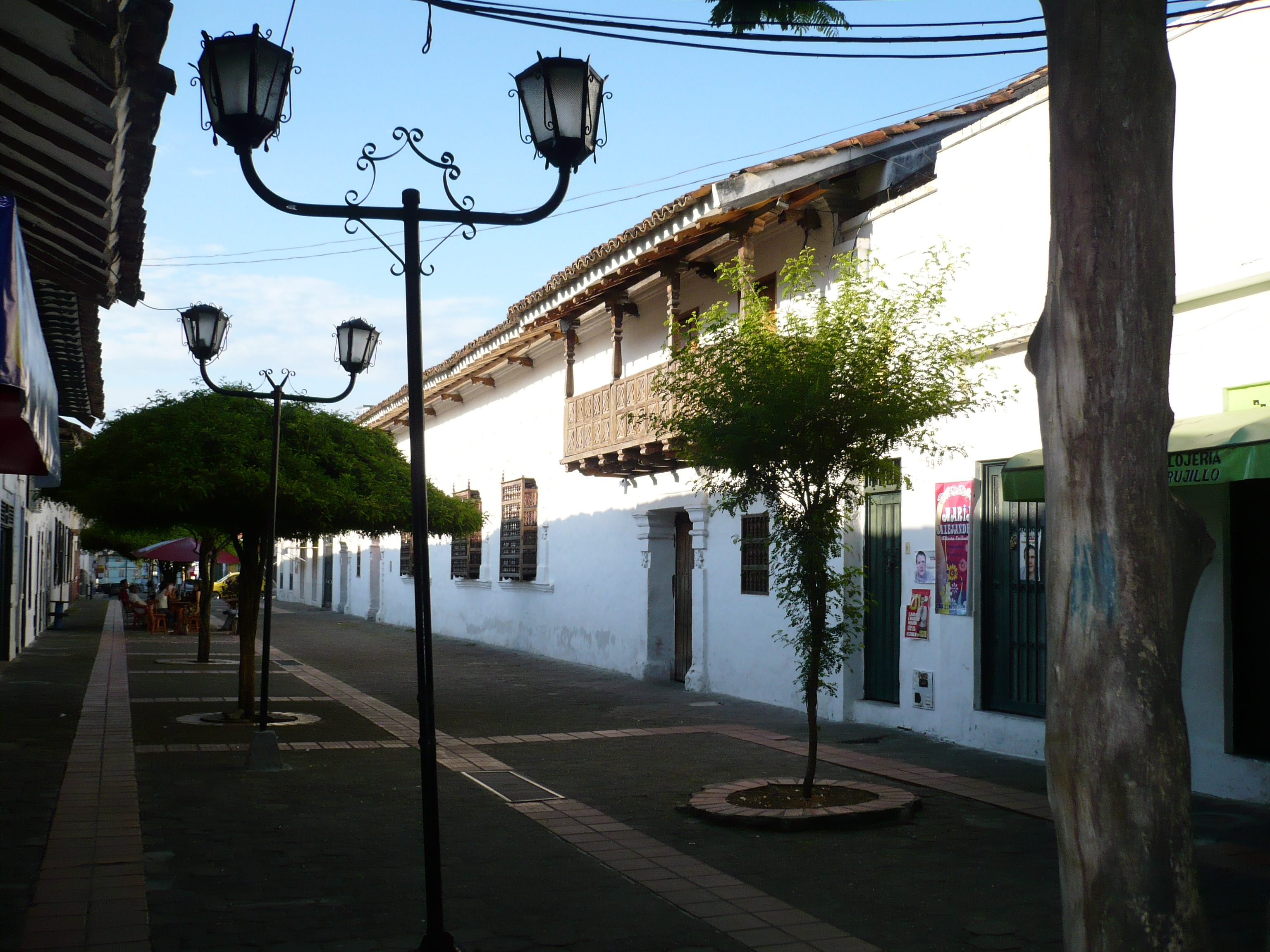
Casa del Virrey

La ciudad cuenta con diversas edificaciones históricas, que datan de la época colonial, tales como la Casa del Virrey, la Casa de la Cultura San Jorge de Cartago (que además exhibe una muestra de objetos en barro alusivos al patrimonio Arqueológico de Cartago de Cultura Quimbaya), la Estación del Ferrocarril, la sede de la Alcaldía Municipal y las edificaciones coloniales de las carreras cuarta y quinta, que la hacen joya arquitectónica del país.

### Parques
Su parque principal, es el Parque de Bolívar, que es frecuentado por su frescura y la diversidad de animales que en él habitan.
La ciudad también cuenta con un pulmón natural llamado Parque La Isleta situado a orillas del Río La Vieja en el norte de la ciudad, en donde se pueden encontrar diversos juegos infantiles, concha acústica, kiosco para retretas, múltiples canchas, patinódromo, coliseo cubierto, pista de bicicrós, piscina, un gimnasio público en las instalaciones del Club del Río, y además de un circuito de alameda que va paralelo a la margen del río.

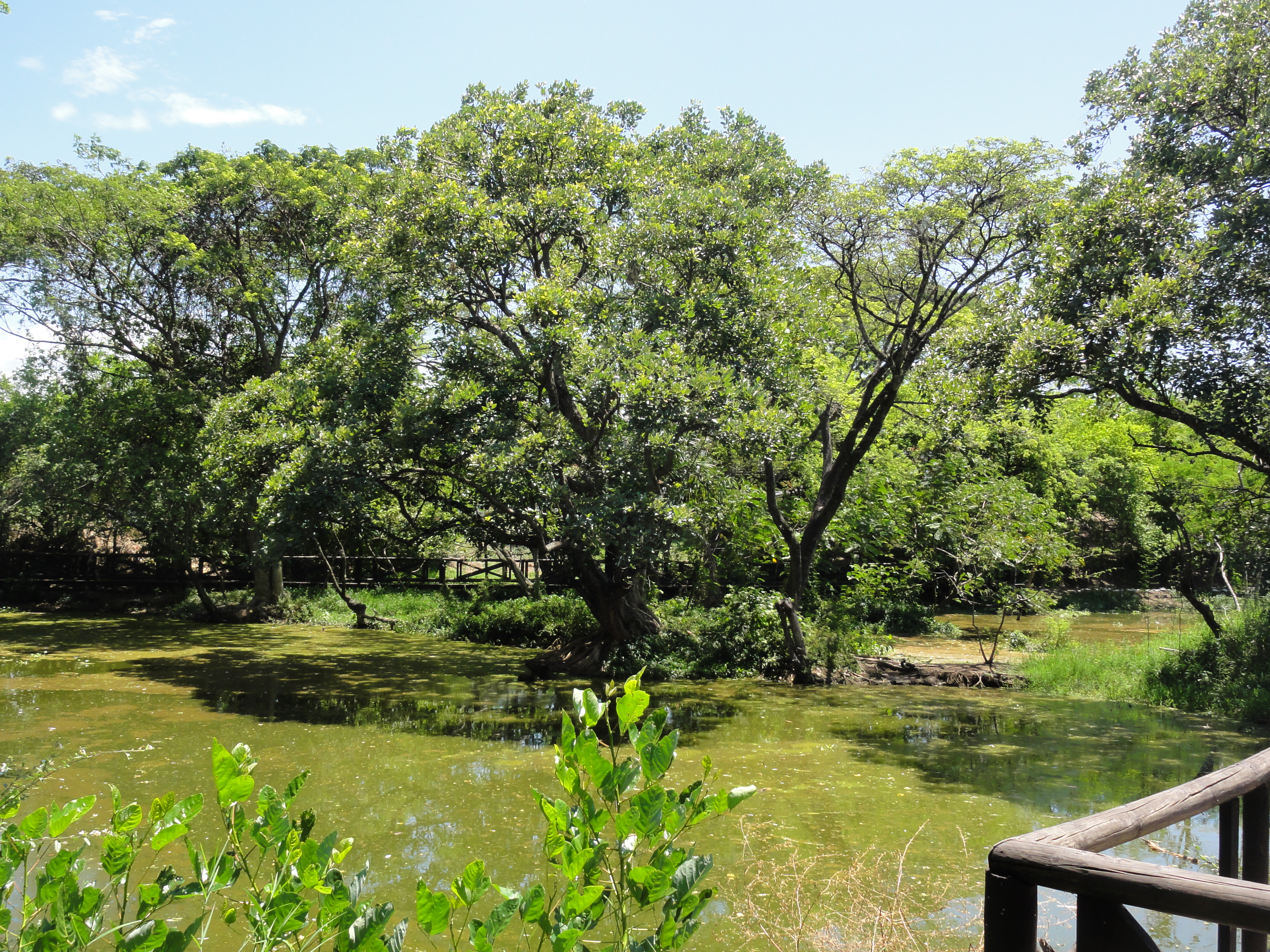
Parque Ecológico Humedal El Samán, Parque de la Salud.

 Además se deben mencionar, el Parque Lineal Santuario de los Samanes, que alberga especies centenarias de samanes, y el Parque de la Salud de Cartago (Parque Ecológico Humedal El Samán), el cual cuenta con un gran humedal natural, muelle para avistamiento, senderos ecológicos, zonas de descanso y gran cantidad de especies de aves, anfibios y reptiles que viven de forma natural en la pequeña reserva.
Otros parques de la ciudad, son: Parque El Mariscal o Parque Mariscal Jorge Robledo (calle 16c Carrera 10), Parque Sueños de la Libertad (calle 16 con Avenida del Río), Parque General Santander o Parque San Francisco (carrera 4 calle 10), Parque de los Periodistas (carrera 3 calle 9), Parque Pedro Morales Pino o Parque Guadalupe (carrera 4 calle 8), Parque de Las Banderas o Lucas Arana Yusti o Parque de Los Brujos  (carrera 4 calle 4), Parque Jorge Eliécer Gaitán o Parque de La Estación (carrera 9 calle 6), Parque de La Federación o Parque Tomás Cipriano de Mosquera (calle 10 Carrera 13), Parque San Jerónimo (Transversal 7 Carrera 18), Parque Los Sauces (Carrera 17A con calle 1B), etcétera.

### Instalaciones deportivas
Estadio Alfonso López Pumarejo, ubicado en el corregimiento de Santa Ana.
Coliseo cubierto La Isleta,  ubicado en el Parque La Isleta.
Patinódromo, ubicado en el Parque La Isleta.
Complejo deportivo Óscar Figueroa, ubicado en la carrera 4 con calle 20.

### Monumentos y esculturas

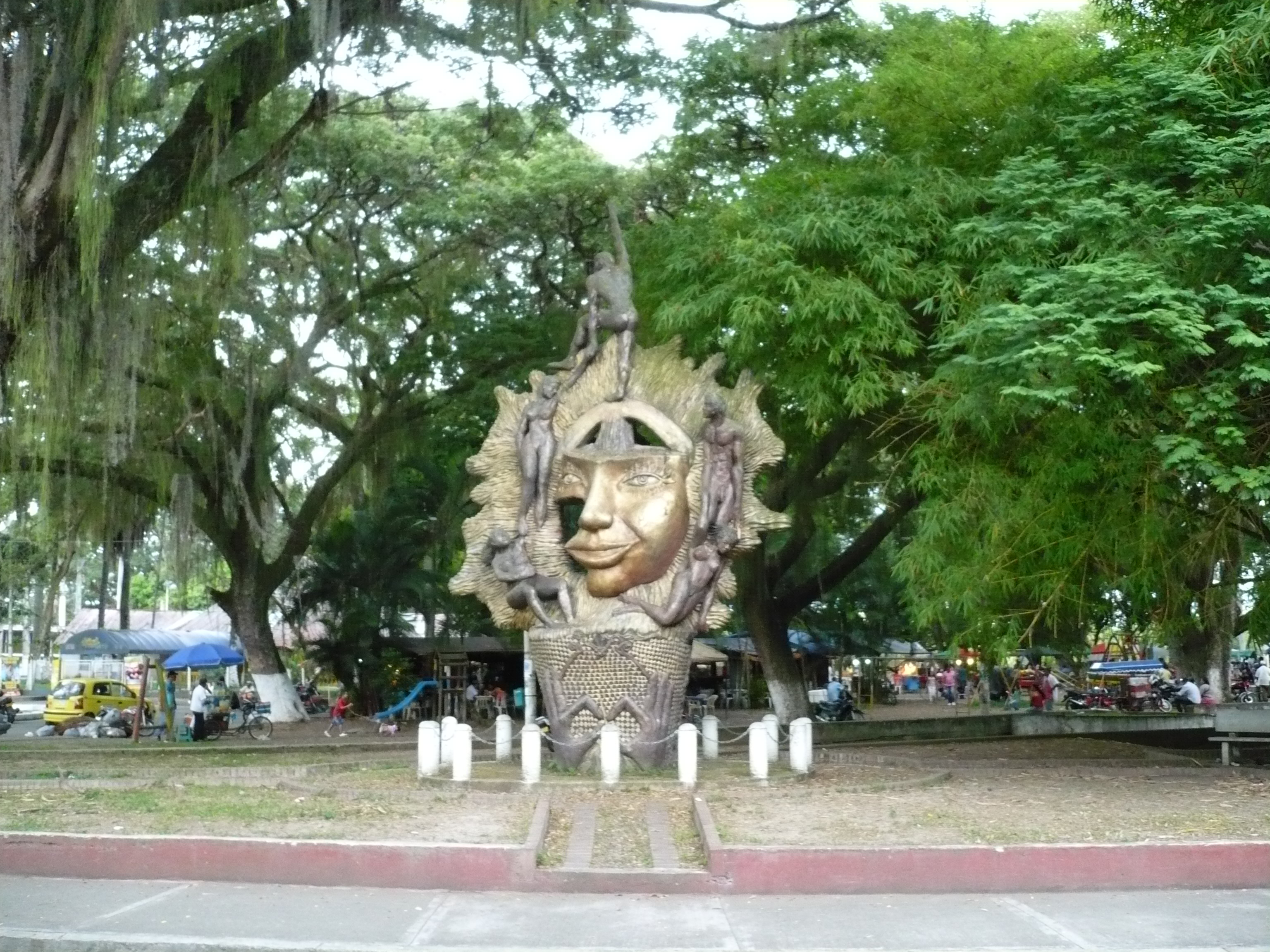
Monumento al Sol, Parque La Isleta.

Monumento a Simón Bolívar, Parque Bolívar
Monumento al Mariscal Jorge Robledo, Parque La Isleta
Monumento al Sol, Parque La Isleta
Monumento Homenaje al Bordado, Parque La Isleta
Escultura La Vieja, Parque La Isleta
Escultura La Bicicleta, Parque La Isleta
Escultura a Luis Alberto Posada, Avenida del Río con calle 8
Busto Samuel Ramírez Pineda, Avenida del Río con calle 9, frente a Bomberos
Escultura del maestro Leonel Góngora, calle 10 entre 3 y 4
Escultura del doctor Luis Alfonso Delgado, calle 10 entre 3 y 4
Escultura del maestro Hernán Rojas Rodríguez, calle 10 entre 3 y 4
Escultura al general Francisco de Paula Santander, Parque Santander (Parque San Francisco).
Busto Pedro Morales Pino, Plazoleta de Guadalupe
Ubuntu, Peatonal de la calle 13 con carrera 3ra.
La Bordadora, calle 8 entre 6 y 7 en el CAM
Escultura Jorge Eliecer Gaitán, parque de la Estación
La Múcura, parque del Prado, Avenida del Río con calle 16
Ritual Quimbaya-Músicos Quimbayas, parque del barrio el Prado, Avenida del Río con calle 16
Monumento a La Libertad, Parque Sueños de la Libertad, Avenida del Río con calle 16
Escultura al Mariscal Jorge Robledo, Parque El Mariscal

## Educación

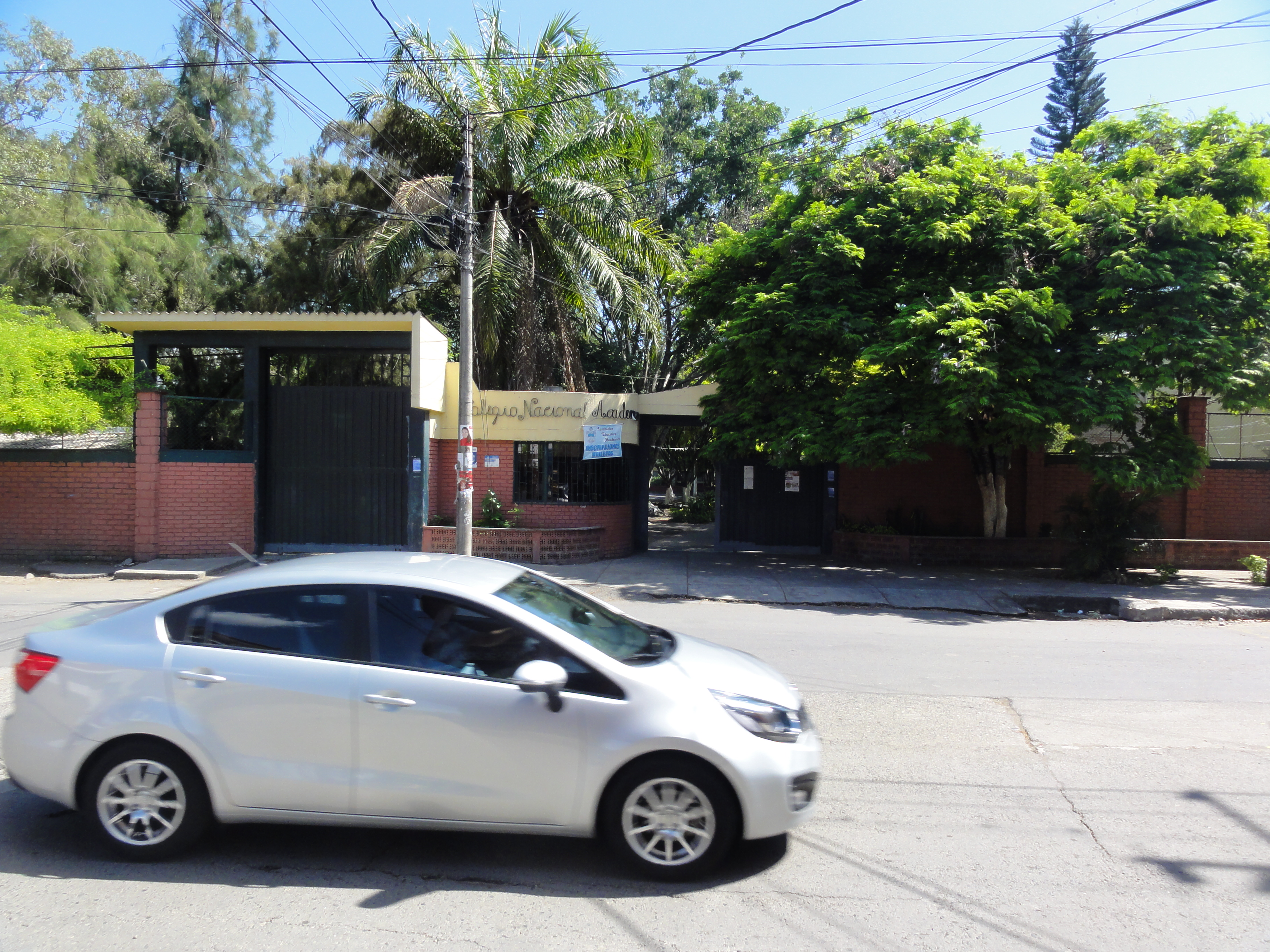
Colegio Nacional Académico.

Actualmente la ciudad cuenta con diferentes centro educativos de educación básica y universitaria, en la que se cuentan 14 colegios, 55 escuelas y algunas universidades e instituciones de educación superior.

## Educación básica
Centros de "Educación Básica": Institución Educativa Académico, Institución Educativa GABO, Colegio María Auxiliadora, Colegio La Presentación, Colegio Técnico Ciudad Cartago, Colegio Técnico Comercial Diocesano Santa María, Colegio Bilingüe Rafael Pombo, Institución Educativa Diocesana Paulo VI, Institución Educativa Sor María Juliana, Liceo Quimbaya, Institución Educativa Manuel Quintero Penilla, Institución Educativa Ramón Martínez Benítez, Institución Educativa Sor María Juliana, etcétera.

## Educación superior
La ciudad cuenta con algunas instituciones universitarias de carácter público y privado. Entre las más importantes están:

### Oficiales
- Universidad del Valle (Univalle). La Universidad del Valle es la principal institución académica del sur-occidente de Colombia, posee alta calidad académica y además es la tercera con mayor población estudiantil en el país. Su campus principal es la Ciudad Universitaria Meléndez en la ciudad de Santiago de Cali, y en adición a sus funciones en la capital del Valle del Cauca (Santiago de Cali), funciona también en el Barrio San Fernando una sede, donde se alojan la Facultad de Salud y la Facultad de Ciencias de la Administración, en esa ciudad; en cuanto a sus sedes regionales, tiene en: Buenaventura, Buga, Caicedonia, Cartago, Palmira, Tuluá, Yumbo y Zarzal. Entre todas sus sedes cuenta con más de 30 000 estudiantes (2007), de los cuales aproximadamente 25 000 son de pregrado y 5000 de postgrado.[15] La sede de la Universidad del Valle en la ciudad de Cartago, se encuentra ubicada en la calle 10 # 19-05 (Barrio El Rosario).

- Servicio Nacional de Aprendizaje (SENA)

### Privadas
- Universidad Antonio Nariño

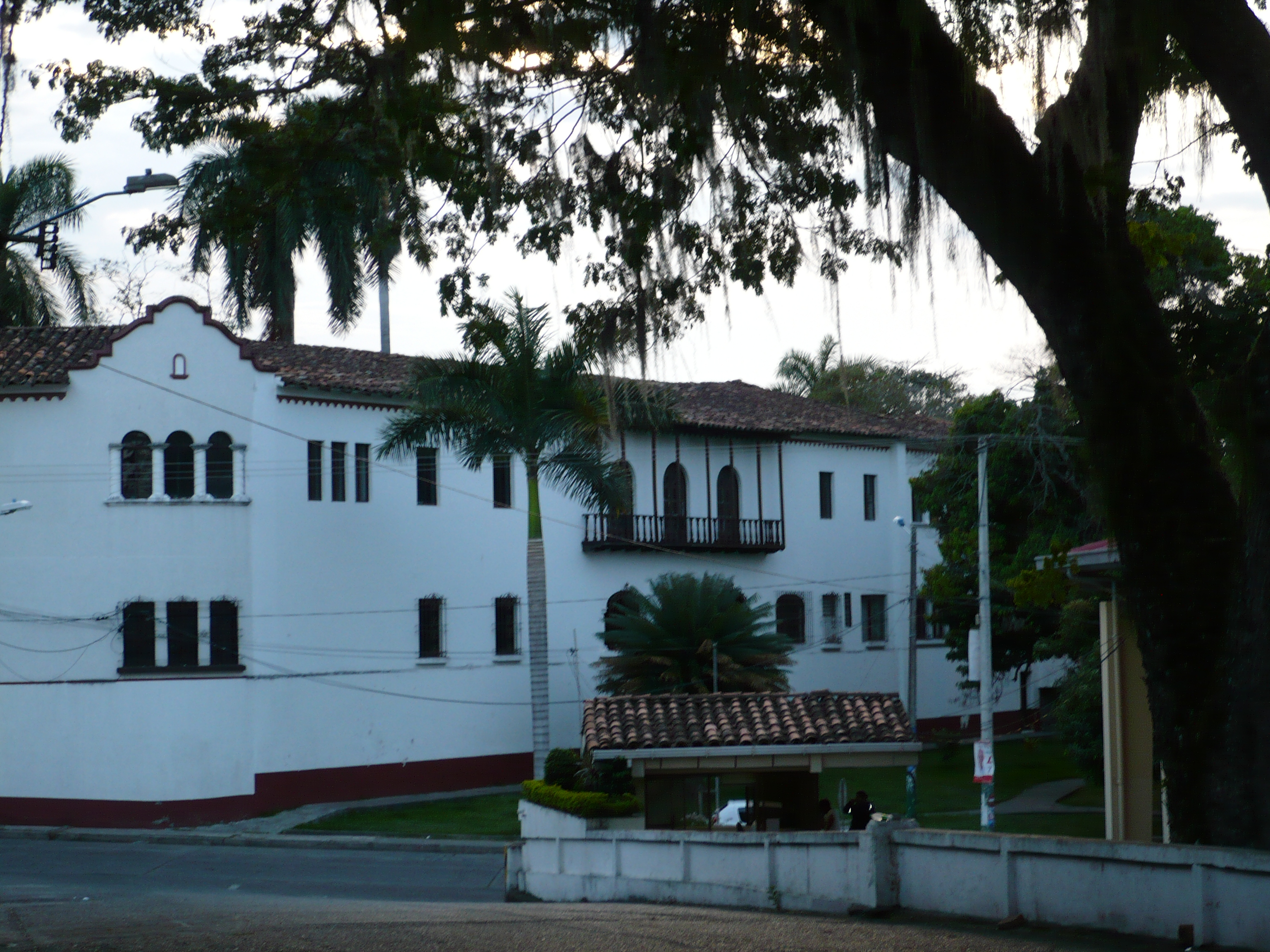
Corporación de Estudios Tecnológicos del Norte del Valle, parte posterior.

- Universidad Cooperativa de Colombia
- Corporación Universitaria Remington
- Corporación de Estudios Tecnológicos del Norte del Valle (Cotecnova)

### Instituciones para el Trabajo y Desarrollo Humano
- SENA - Servicio Nacional de Aprendizaje - Centro de Tecnologías Agroindustriales.

- CEIM - Centro de Estudios Integrados el Mariscal, Cartago.

- INTEC - Instituto Técnico Colombiano, Cartago.

- INEC - Instituto Nacional de Educación y Capacitación, Cartago.

- COMFENALCO VALLE DE LA GENTE  -  Instituto para el trabajo y desarrollo humano

## Servicios públicos
- Energía Eléctrica: Empresa de Energía de Pereira, es la empresa prestadora del servicio de energía eléctrica.
- Gas Natural: Gases de Occidente es la empresa distribuidora y comercializadora de gas natural en el municipio.